# Chechelnyk

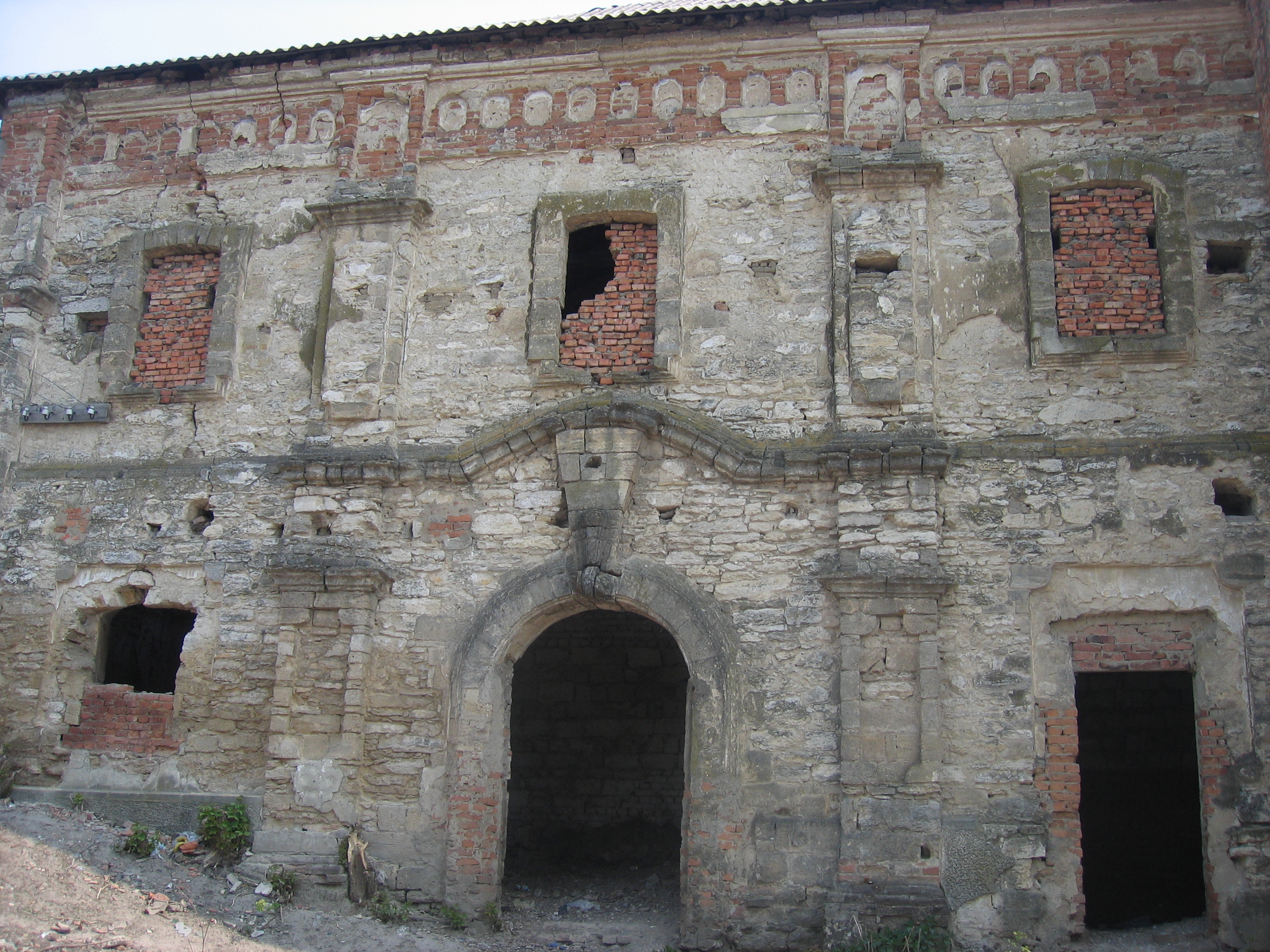
Ruínas da sinagoga de Chechelnyk.

Chechelnyk (em ucraniano: Чечельник) é uma pequena cidade da região de Vinnytsia, Ucrânia. Em 2001, sua população era de cerca de 5.590 habitantes.
Antes da Revolução Russa, Chechelnyk pertencia à gubérnia de Podólia, então território do Império Russo.
É conhecida por ser a terra natal da escritora ucraniana-brasileira Clarice Lispector, cuja família teve de emigrar devido à perseguição religiosa aos judeus durante a Guerra Civil Russa.